# Međunarodna hidrografska organizacija
Međunarodna hidrografska organizacija (engl. International Hydrographic Organization, IHO) je međuvladina savetodavna i tehnička organizacija za hidrografiju čiji je cilj poticanje sigurnosti pomorskog prometa i zaštita morske životne sredine. IHO ima status promatrača pri Ujedinjenim narodima i smatra se merodavnom za hidrografska istraživanja odnosno pomorsko kartiranje.
Delatnosti i ciljevi Internacionalne hidrografske organizacije su:
- Koordiniranje aktivnosti među državnim hidrografskim službama[3]
- Standardizacija odnosno najviši mogući stupanj jednoličnosti pomorskih karti i dokumenata
- Usvajanje pouzdanih i delotvornih metoda hidrografskih istraživanja
- Naučni razvoj na području hidrografije odnosno opisne oceanografije

Osnovana je 21. juna 1921. godine i sedište joj se nalazi u Monaku. Službeni jezici organizacije su engleski i francuski jezik.
IHO uživa status posmatrača u Ujedinjenim nacijama, gde je priznati nadležni organ za hidrografska premeravanja i nautičke karte. Kada se govori o hidrografiji i nautičkim kartama u konvencijama i sličnim instrumentima, obično se koriste IHO standardi i specifikacije.

## Istorija
IHO je osnovana 1921. godine kao Međunarodni hidrografski biro (IHB). Sadašnji naziv usvojen je 1970. godine, kao deo nove međunarodne konvencije o IHO koju su usvojile tadašnje zemlje članice. Raniji naziv Međunarodni hidrografski biro zadržan je da opiše sekretarijat IHO do 8. novembra 2016. godine, kada je stupila na snagu značajna revizija Konvencije o IHO. Nakon toga, IHB je postao poznat kao „Sekretarijat IHO“, koji se sastoji od izabranog generalnog sekretara i dva pomoćna direktora, zajedno sa malim brojem stalnog osoblja (18 u 2020. godini), u sedištu Organizacije u Monaku.
Tokom 19. veka, mnoge pomorske nacije su osnovale hidrografske kancelarije da obezbede sredstva za poboljšanje plovidbe pomorskih i trgovačkih plovila obezbeđivanjem nautičkih publikacija, nautičkih karata i drugih navigacionih usluga. Postojale su značajne razlike u kartama hidrografskih postupaka i publikacijama. Godine 1889, u Vašingtonu je održana Međunarodna pomorska konferencija na kojoj je predloženo osnivanje „stalne međunarodne komisije“. Slični predlozi izneti su i na sednicama Međunarodnog kongresa navigacije održanom u Sankt Peterburgu 1908. i Međunarodnoj pomorskoj konferenciji održanoj u Sankt Peterburgu 1912. godine.
Godine 1919, nacionalni hidrografi Velike Britanije i Francuske sarađivali su u preduzimanju neophodnih koraka za sazivanje međunarodne konferencije hidrografa. London je izabran kao najpogodnije mesto za ovu konferenciju, a 24. jula 1919. otvorena je Prva međunarodna konferencija kojoj su prisustvovali hidrografi 24 nacije. Cilj konferencije je bio „Razmatranje preporučljivosti da sve pomorske nacije usvoje slične metode u pripremi, izgradnji i izradi svojih karata i svih hidrografskih publikacija; da se rezultati prikažu u najprikladnijoj formi kako bi se omogućilo da se lako koriste; uspostavljanja brzog sistema međusobne razmene hidrografskih informacija između svih zemalja i pružanja mogućnosti za konsultacije i diskusije o hidrografskim temama generalno od strane hidrografskih stručnjaka iz sveta.” Ovo je i dalje glavna svrha IHO.
Kao rezultat Konferencije 1919. godine, formirana je stalna organizacija i pripremljen statut za njeno delovanje. IHB, sada IHO, započela je svoje aktivnosti 1921. godine sa 18 država članica. Kneževina Monako je izabrana za sedište Organizacije kao rezultat ponude Alberta I od Monaka da obezbedi odgovarajući smeštaj za Biro u toj kneževini.

## Funkcije
IHO razvija hidrografske i nautičke standarde izrade karti. Ove standarde kasnije usvajaju i koriste zemlje članice i drugi u svojim istraživanjima, nautičkim kartama i publikacijama. Gotovo univerzalna upotreba standarda IHO znači da su proizvodi i usluge koje pružaju svetske nacionalne hidrografske i okeanografske kancelarije dosledne i prepoznatljive od strane svih pomoraca i drugih korisnika. Mnogo je urađeno na polju standardizacije od osnivanja IHO.
IHO je podstakla formiranje regionalnih hidrografskih komisija (RHC). Svaki RHC koordinira aktivnosti nacionalnog geodetskog premeravanja i kartiranja zemalja u okviru svakog regiona i deluje kao forum za rešavanje drugih pitanja od zajedničkog hidrografskog interesa. Grupa od 15 RHC organizacija plus Hidrografska komisija IHO na Antarktiku efektivno pokrivaju svet. IHO, u partnerstvu sa Međuvladinom okeanografskom komisijom, upravlja programom Opšte batimetrijske karte okeana.

### Dostignuća
Osnivanje Komiteta za specifikacije karata i međunarodnih karata:
- Istraživanje morskog dna i kretanja mora
- Standardizacija pomorskih merenja, hidrografska terminologija, morski kartografski proizvodi i geografski informacioni sistemi za navigaciju
- Visoka efikasnost brzog širenja informacija o bezbednosti na moru
- Obuka hidrografa i nautičkih kartografa

## Publikacije
Većina publikacija IHO, uključujući standarde, smernice i povezane dokumente kao što su Međunarodni hidrografski pregled, Međunarodni hidrografski bilten, Hidrografski rečnik i Godišnjak, dostupni su široj javnosti besplatno na veb stranici IHO. IHO objavljuje međunarodne standarde u vezi sa crtanjem karata i hidrografijom, uključujući S-57, IHO standard za prenos digitalnih hidrografskih podataka, standard za kodiranje koji se prvenstveno koristi za elektronske navigacione karte.
U 2010. godini, IHO je uvela novi, savremeni hidrografski geoprostorni standard za modelovanje podataka i informacija o moru, poznat kao S-100. S-100 i sve zavisne specifikacije proizvoda su zasnovane na onlajn registru dostupnom preko veb stranice IHO. S-100 je usklađen sa ISO 19100 serijom geografskih standarda, čime je u potpunosti kompatibilan sa savremenim standardima geoprostornih podataka.
Pošto je S-100 zasnovan na ISO 19100, mogu ga koristiti drugi dobavljači podataka za svoje podatke i informacije u vezi sa pomorstvom (nehidrografskim). Različiti pružaoci podataka i informacija iz državnog i privatnog sektora sada koriste S-100 kao deo implementacije koncepta e-navigacije koji je podržala Međunarodna pomorska organizacija UN (IMO).
Još jedna u nizu publikacija od interesa je S-23, Granice okeana i mora. Treće izdanje datira iz 1953. godine, dok je potencijalno 4. izdanje, započeto 1986. godine, ostalo nacrt od 2002. godine. Distribuirano je članovima IHO, ali je njegovo zvanično objavljivanje suspendovano do sporazuma između Južne Koreje i Japana u vezi sa međunarodnim standardnim imenom mora pod nazivom „Japansko more“ u izdanju iz 1953. godine.

## Literatura
- „World Hydrography Day (WHD)”. International Hydrographic Organization. 28. 1. 2016. Архивирано из оригинала 24. 07. 2014. г. Приступљено 28. 2. 2016.
- IHO Transfer Standard for Digital Hydrographic Data, Publication S-57 Edition 3.1 (PDF), International Hydrographic Bureau, новембар 2002, Архивирано из оригинала (PDF) 06. 06. 2015. г., Приступљено 5. 11. 2012
- Resolution adopted by the General Assembly, 60/30. Oceans and the law of the sea, United Nations General Assembly, 8. 3. 2006, Приступљено 5. 9. 2012
- „World Hydrography Day - 21 June 2013”. International Hydrographic Organization. Архивирано из оригинала 02. 05. 2014. г. Приступљено 30. 4. 2014.</ref>
- „World Hydrography Day 2020: History, Significance and Theme”. thehansindia.com.

## Spoljašnje veze
- (језик: енглески)(језик: француски) Službene stranice IHO-a